# 阿爾戈冰川
83°22′S 157°30′E / 83.367°S 157.500°E
阿爾戈冰川（英語：Argo Glacier）是南極洲的冰川，屬於米勒嶺的一部分，全長19公里，最終在麥克唐納德海崖以南注入馬爾什冰川，由新西蘭探險隊命名。